# Jan Millman
Jan Millman vel Mittman (XVIII w.) – rzeźbiarz, twórca małej architektury sakralnej. Millman jest autorem między innymi ołtarza głównego w kościele dominikanów w Gidlach oraz ołtarza wielkiego z 1778 r. zlokalizowanego w kościele św. Tomasza Kantuaryjskiego, będącym częścią pomnika historii – opactwa cystersów w Sulejowie.